# Unia Najstarszych Drużyn Harcerskich Rzeczypospolitej
Unia Najstarszych Drużyn Harcerskich Rzeczypospolitej (UNDHR) – rodzaj federacji zrzeszającej szczepy i drużyny harcerskie powstałe przed rokiem 1939 (w okresie po powstaniu Unii tylko drużyny powstałe do roku 1921) i pracujące w sposób ciągły do dziś. Unia nie jest strukturą formalną, nie działa przy żadnej organizacji i nie jest podmiotem gdziekolwiek zarejestrowanym. Istnieje i działa dzięki woli swoich założycieli i woli ich kontynuatorów w kolejnych pokoleniach harcerzy.
UNDHR została zawiązania 13 września 1981 roku na fali odnowy harcerstwa, jednakże poza oficjalnymi strukturami ZHP oraz bez ich akceptacji. W swoim założeniu miała być platformą współpracy środowisk z całej Polski, które pomimo kilkudziesięciu lat komunizmu i jego wpływu na ZHP, oparły się mu i przechowały żywe elementy tradycji i metodyki harcerskiej sięgające do źródeł baden-powelowskich. Unia pomimo posiadania czegoś w rodzaju statutu, nie posiada osobowości prawnej, celowo też nigdy nie były podejmowane próby jej uzyskania. Nie posiada też władz oraz organów koordynujących jej prace.

## Członkowie Unii
- 3 Krakowska Drużyna Wędrowników „Zielony Szlak” im. Kazimierza Pułaskiego (ZHR) ; rok założenia drużyny: listopad 1911.
- Szczep 5 Krakowskich Drużyn Harcerskich „Wichry” im. hm. Stanisława Okonia (ZHR) ; rok powstania 1911.
- Szczep 6 Krakowskich Drużyn Harcerskich „Leśni Ludzie” im. Romualda Traugutta (ZHR) ; rok założenia drużyny: maj 1911 (prawdopodobnie 23-24 maja).
- Także krakowski Szczep Szarej Siódemki im. gen. Mariusza Zaruskiego (ZHR) ; rok powstania 1917.
- Szczep „Czarna 13 Krakowska” im. Zawiszy Czarnego (ZHR) ; data założenia drużyny: 17 lutego 1918.
- XV Łódzka Drużyna Harcerska im. Andrzeja Małkowskiego (ZHR) ; data założenia drużyny: 15 listopada 1920.
- XIV Szczep Harcerski „Błękitna Czternastka” im. het. Stanisława Żółkiewskiego z Poznania (ZHP) ; rok powstania 1919.
- XIV Szczep Harcerski „Czternastka” z Poznania (ZHR) ; rok założenia drużyny: 1919.
- Szczep 1 Warszawskich Drużyn Harcerskich im. Romualda Traugutta „Czarna Jedynka” (ZHR) ; rok powstania 1911. W 2022 szczep figurował na stronie Okręgu Mazowieckiego ZHR[1], w 2023 został odnotowany jako nieistniejący[2].
- 16 Warszawska Drużyna Harcerzy im. Zawiszy Czarnego (ZHR) ; data założenia drużyny: 20 października 1911.
- XXI Warszawska Drużyna Harcerek „Puszcza” (ZHP) ; data założenia drużyny: 20 stycznia 1913.
- Także warszawski 22 Szczep „Watra” im. hm. Kazimierza Skorupki (ZHR); rok powstania 1915.
- Szczep 23 Warszawskich Drużyn Harcerskich i Zuchowych „Pomarańczarnia” im. Krzysztofa Kamila Baczyńskiego (ZHP /ZHR) ; data założenia drużyny: 23 listopada 1920.
- Działające w Warszawie 62 Szczep WDHiGZ „Polanie” im. Króla Bolesława Chrobrego (ZHP) i 62. Szczep Harcerski „Gaudium” (dawniej ZHR, od 2023 SH) ; rok powstania: 1928.
- „Czwórka Warszawska” im. Andrzeja Romockiego „Morro”. (ZHR). Szczep 4 WDHiGZ „Czwórka Warszawska” im. Andrzeja Romockiego „Morro”.

Do Unii należała też:
- 1 Tarnowska Drużyna Harcerska im. Zawiszy Czarnego; rok założenia drużyny 5 listopada 1911; działała od września 1910
- 2 Krakowska Drużyna Harcerska „Różowa Dwójka” im. gen. Jana Henryka Dąbrowskiego rok założenia 1911/1912 (oficjalnie 22 grudnia 1912)

## Założenia programowe, tradycja
Podstawą wszelkich praw wewnątrz Unii są tzw. „Materiały UNDHR”, które zostały zredagowane w 1981 i ogłoszone w czasie pierwszego Zlotu Unii w Warszawie. Formą „organu ustawodawczego” jest „Spotkanie drużynowych i korespondentów”, które odbywa się dwa razy w roku, zwykle w grudniu i w maju. Pewne zasady były w późniejszym czasie modyfikowane, przy czym wymagany jest consensus przy ich podejmowaniu. Jedynie spotkanie w maju ma prawo do przyjmowaniu nowych członków oraz do orzekania o wygaśnięciu członkostwa.

## Marszałek
UNDHR posiada tzw. „marszałka”, który jest funkcją reprezentacyjną. Nie może podejmować żadnych decyzji w imieniu Unii, jego głos jest głosem zwykłym (nie jest głosem kwalifikowanym).
Marszałkiem może zostać pełnoletni instruktor, obecny na zlocie Unii. Często zostawały nim osoby w jakimś sposób dla Unii zasłużone, ale nie jest to praktyka w jakiś sposób umocowana. Do obowiązków marszałka należy:
- dopilnować organizacji spotkań oraz zlotów
- brać udział w spotkaniu a szczególnie w Zlocie Unii
- przechowywać i przekazać następcy insygnia którymi są: proporzec Unii i obrzędowa świeca
- wybrać swojego następcę (jest to autonomiczna i niepodlegająca dyskusji decyzja marszałka)

Co do zasady, marszałek swoją kadencję sprawuje przez jeden rok (od zlotu do zlotu), jednak od połowy lat 90. XX wieku pojawiali się marszałkowie wielokadencyjni.

### Poczet Marszałków UNDHR

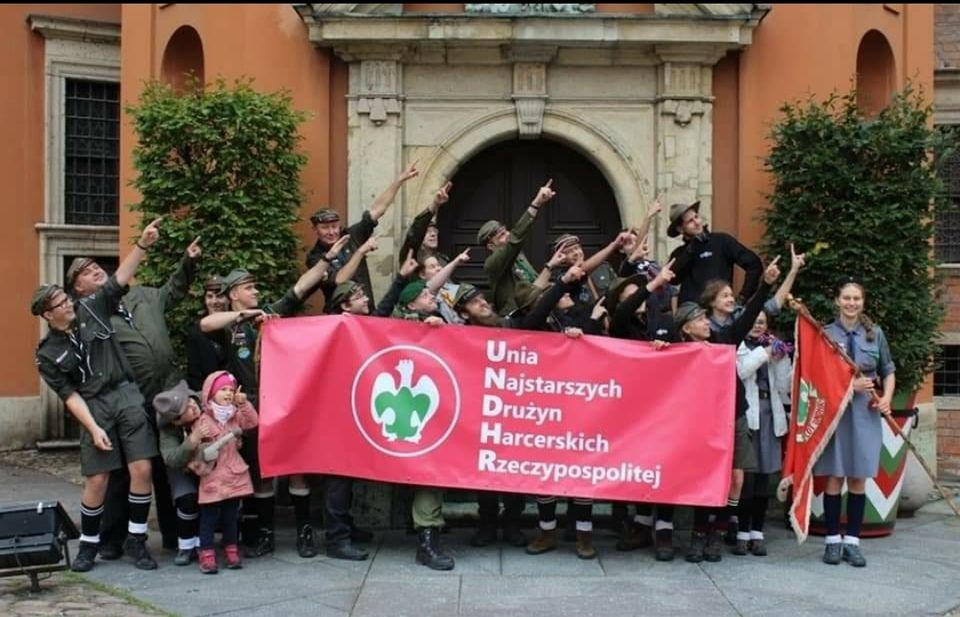
Zlot kadr Unii z okazji 40-lecia powstania UNDHR

1. hm. Grzegorz Nowik HR 22 WDH 1983-1984
2. phm. Andrzej Wysocki HO 3 KDH 1984-1985
3. phm. Marek Gajdziński HO 16 WDH 1985-1986
4. phm. Maciej Kurzyniec HO 6 KDH 1986-1987
5. hm. Jacek Broniewski HR XV ŁDH 1987-1988
6. hm. Wojciech Kolka HR 5 KDH 1988-1989
7. pwd. Lech Najbauer ćw. 16 WDH 1989-1991
8. pwd. Artur Boruta ćw. 3 KDH 1991-1992
9. pwd. Wojciech Mlost HO 7 KDH 1992-1993
10. pwd. Paweł Bochenek HO 2 KDH 1993-1994, 1994-1995, 1996-1997
11. phm. Michał Palczewski HO 13 KDH 1995-1996
12. pwd. Robert Borzęcki HO 16 WDH 1997-1998, 1998-1999
13. phm. Mariusz Przybyła ćw. XIV Szczep Harcerski „Błękitna Czternastka” 1999 – 2000
14. phm. Grzegorz Brzeziński HO 13 KDH 2000-2001, 2001-2002
15. hm. Aleksandra Filińska HR XXI WDH 2002-2003
16. phm. Michał Stasiak HR XV ŁDH 2003 – 2004
17. phm. Marek Domański XIV Szczep Harcerski „Czternastka” 2004 – 2005
18. 2005-2007 – brak danych
19. phm. Katarzyna Dziurdza XIV Szczep Harcerski „Czternastka”? – 2007
20. phm. Helena Anna Jędrzejczak HR Szczep 23 WDHiZ „Pomarańczarnia” 2007-2008
21. phm. Grzegorz Karczmarczyk 22 WDH 2008-2009
22. pwd. Piotr Wierzbowski XV ŁDH HO 2009-2010, 2010-2011
23. phm. Olga Kuczyńska 22 WDH 2011-2012, 2012-2013
24. phm. Beata Dudek HR XIV Szczep Harcerski „Błękitna Czternastka” 2013-2014
25. phm. Maciej Górski HR Szczep 1 WDH Czarna Jedynka 2014 – 2015
26. pwd. Adam Gąsiorowski HO 62 WDH 2015 – 2018
27. phm. Rafał Przybylski HR Szczep 4 WDH Czwórka Warszawska 2018 – obecnie

## Zloty Unii
Na podstawie:
| Rok  | Miejsce                             | Organizator             |
| ---- | ----------------------------------- | ----------------------- |
| 1981 | Warszawa Cypel Czerniakowski        | 16 WDH                  |
| 1983 | Tyniec koło Krakowa                 | 3 KDH i inni            |
| 1984 | Puszcza Bolimowska nad Rawką        | 16 WDH                  |
| 1985 | Hala Malinowa koło Osielca i Kraków | 3 KDH                   |
| 1986 | Baczyn k. Krakowa                   | 3 KDH                   |
| 1987 | Puszcza Biała k. Wyszkowa           | 23 WDH                  |
| 1988 | Trębki k. Kutna                     | XV ŁDH                  |
| 1989 | Dupa Słonia k. Ojcowa               | 5 KDH                   |
| 1990 | nie odbył się                       |                         |
| 1991 | Puszcza Bolimowska nad Rawką        | 16 WDH                  |
| 1992 | Gorce pod Turbaczem                 | 7 KDH                   |
| 1993 | Grotniki k. Łodzi                   | XV ŁDH                  |
| 1994 | Białobrzegi k. Warszawy             | 23 WDH                  |
| 1995 | Baczyn k. Krakowa                   | 13 KDH                  |
| 1996 | Ojców k. Krakowa                    | 2 KDH i inni            |
| 1997 | Chechło k. Łodzi                    | XV ŁDH                  |
| 1998 | Puszcza Bolimowska nad Rawką        | 16 WDH                  |
| 1999 | Łopuchówek k. Poznania              |                         |
| 2000 | Tenczynek k. Krakowa                | 3 KDH                   |
| 2001 | Niepołomice k. Krakowa              | 6 KDH                   |
| 2002 | Warszawa Cypel Czerniakowski        | 16 WDH + 22 WDH         |
| 2003 |                                     |                         |
| 2004 | Łódź                                |                         |
| 2005 |                                     |                         |
| 2006 |                                     |                         |
| 2007 | nie odbył się                       |                         |
| 2008 | Warszawa                            | 22 WDH                  |
| 2009 | Stara Dąbrowa, Puszcza Kampinoska   | 62 Gaudium + 62 Polanie |
| 2010 |                                     |                         |
| 2011 | Warszawa                            | 16 WDH                  |
| 2012 | Kraków                              | 13 KDH                  |
| 2013 | Mileszki k. Łodzi                   | XV ŁDH                  |
| 2014 | Poznań                              |                         |
| 2015 | Warszawa                            | 22 WDH Watra            |
| 2016 | nie odbył się                       |                         |
| 2017 | nie odbył się                       |                         |
| 2018 | nie odbył się                       | 62 Gaudium              |
| 2019 | Rakownia koło Murowanej Gośliny     |                         |
| 2020 | nie odbył się                       |                         |
| 2021 | Warszawa                            | 4 WDH, 62 WDH Gaudium   |

## Historyczne drużyny i szczepy harcerskie nie będące w UNDHR
Z powodu bardzo rygorystycznych kryteriów przyjmowania do UNDHR drużyn i szczepów w latach 80. – rok powstania początkowo 1918, a dopiero później 1921 (obecnie 1939) oraz prowadzenie drużyn wg przedwojennych wzorców nie poddając się wypaczeniom metodyki harcerskiej w okresie komunizmu lub z powodu braku udokumentowanej ciągłości lub z innych formalnych powodów np. słabe funkcjonowanie drużyn, nieprzestrzeganie Prawa Harcerskiego przez instruktorów, brak kontaktów z drużynami z Unii itp w UNDHR nie znalazły się m.in.:

### Warszawa
3 Warszawska Drużyna Harcerzy im Xięcia Józefa Poniatowskiego - rok powstania 1911, obecnie nie istnieje;
- https://tezeusz.pl/trojka-zapiski-o-ludziach-i-wydarzeniach-z-dziejow-3-warszawskiej-druzyny-harcerzy-im-xiecia-jozefa-poniatowskiego-broniewski-stanislaw-3800510
- https://www.impulsoficyna.com.pl/przywrocic-pamiec/1874-3-druzyna-harcerzy-im-x-j-poniatowskiego-w-warszawie.html

14 Warszawska Drużyna Harcerska "Błękitna Czternastka", rok powstania 1921, - obecnie nie istnieje;
- http://www.blekitna14.pl/?fbclid=IwAR2vfcIClkGxG32ZLfMsZAy7hqP-wT-L2epoyU74Huxr9H26eY6fJyKJZv0
- https://www.facebook.com/groups/183988390154841/
- https://polskieradio24.pl/39/156/artykul/1009624,stanislaw-broniewski-orsza-harcerz-z-powolania

### Poznań
Poznańska Czarna Trzynastka powstała w roku 1919
- https://www.facebook.com/czarna13.poznan
- https://www.facebook.com/KragPrzyjaciolPoznanskiejCzarnej13/
- Poznańska Czarna Trzynastka im. het. Jana Zamoyskiego
- https://www.poznan.pl/mim/bm/news/100-lat-poznanskiej-czarnej-trzynastki,128265.html

### Gdynia
16 PDH powstała w roku 1920
- https://www.facebook.com/16PDH
- https://www.facebook.com/16PDWArete/?ref=page_internal